# Куриловичский сельсовет

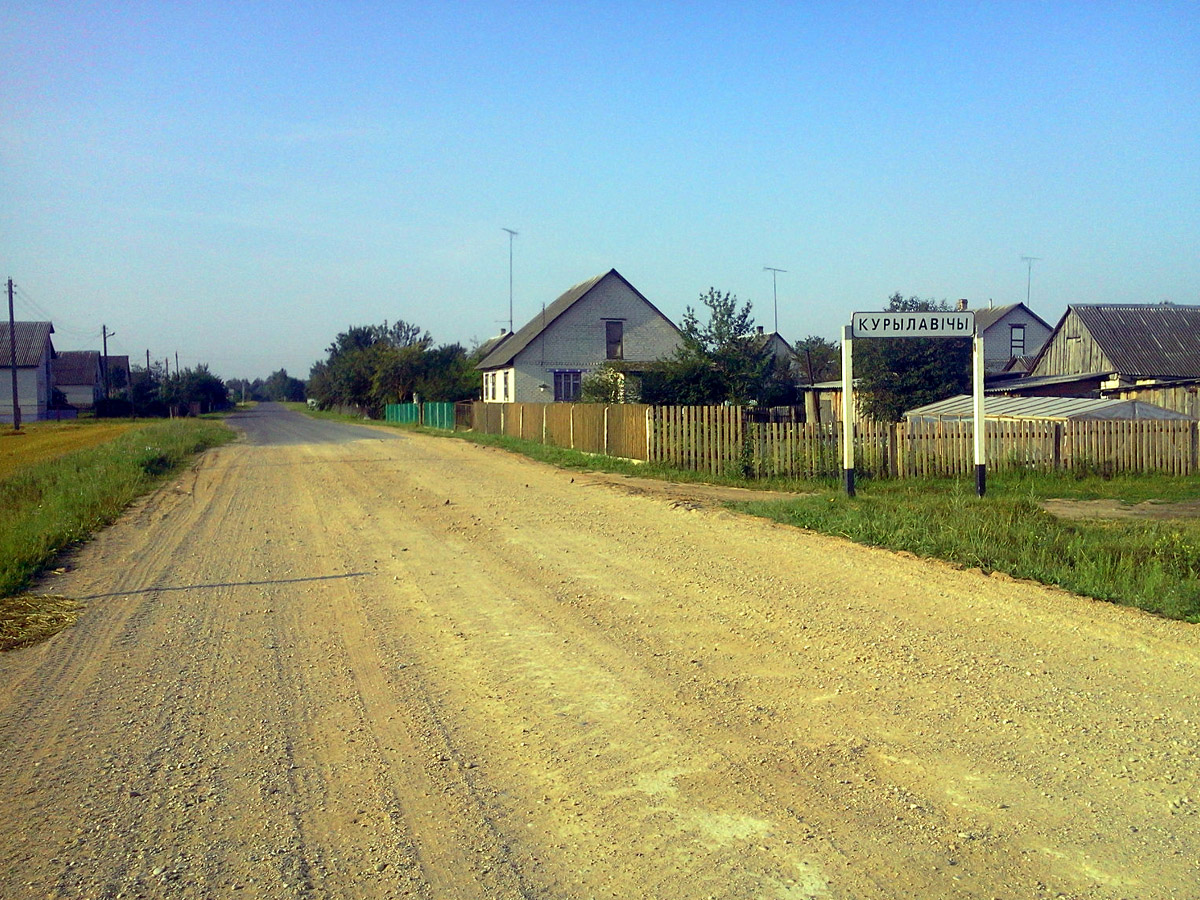
Агрогородок Куриловичи

Курило́вичский сельсовет (бел. Куры́лавіцкі сельсавет) — административная единица на территории Мостовского района Гродненской области Беларуси. Административный центр — агрогородок Куриловичи.

## Состав

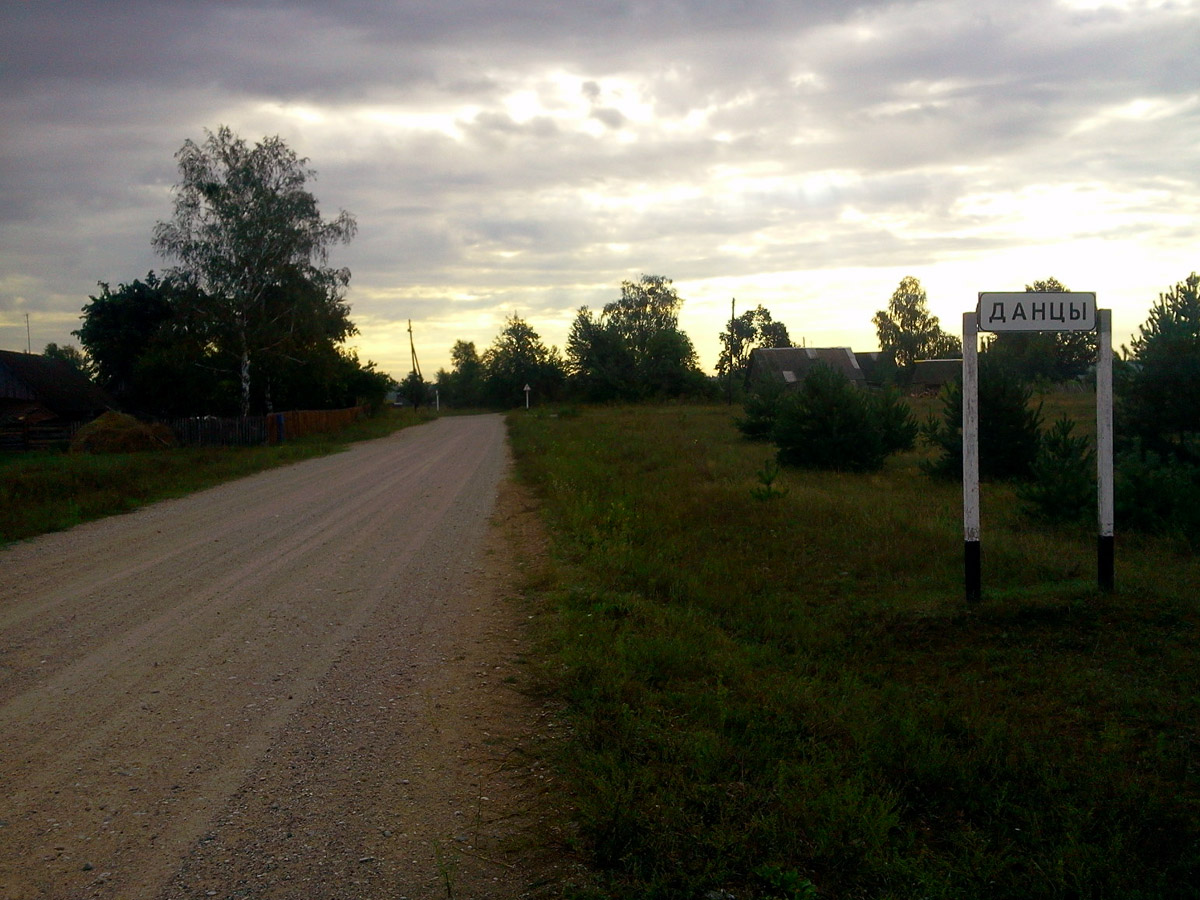
Деревня Донцы

Куриловичский сельсовет включает 40 населённых пунктов:
- Большие Озёрки — агрогородок.
- Бояры — деревня.
- Букштово — деревня.
- Войниловичи — деревня.
- Воля-Крупицы — деревня.
- Говчево — деревня.
- Голубы — деревня.
- Дворок — деревня.
- Донцы — деревня.
- Дорогляны — деревня.
- Дубровка — деревня.
- Дудки — деревня.
- Задворье — деревня.
- Займище — деревня.
- Котчино — деревня.
- Куриловичи — агрогородок.
- Ланцевичи — деревня.
- Лобзово — деревня.
- Лупачи — деревня.
- Макары — деревня.
- Малые Озёрки — деревня.
- Меховск — деревня.
- Милевичи — агрогородок.
- Моньковичи — деревня.
- Москали — деревня.
- Нацково — деревня.
- Песчанка — деревня.
- Родишки — деревня.
- Руда Липичанская — деревня.
- Рыболовичи — деревня.
- Сарвасы — деревня.
- Слижи Песковые — деревня.
- Слижи Подгребельные — деревня.
- Стукалы — деревня.
- Тумаши — деревня.
- Черлёнка — деревня.
- Шестилы — деревня.
- Шимки — деревня.
- Щара — деревня.
- Ярчаки — деревня.

## Производственная сфера
КСУП «Озеранский», Куриловичское, Мальковичское, Зачепичское лесничества ГЛХУ «Щучинский лесхоз», участок ДРСУ-208, ГУ "Республиканский ландшафтный заказник «Липичанская пуща», ООО «Белая тропа»

## Демография
В 2009 году — 1572 человека. В 2014 году — 2854 человека.

## Бытовые услуги
Комплексно-приёмные пункты в арогородках Милевичи и Большие Озёрки.

## Социальная сфера
Образование: ГУО «Озёрковская средняя школа», ГУО «Милевичский учебно-педагогический комплекс детский сад — средняя школа», ГУО «Куриловичский учебно-педагогический комплекс детский сад — средняя школа», ГУО «Голубовский учебно-педагогический комплекс детский сад — средняя школа».

## Здравоохранение
Куриловичская участковая больница УЗ «Мостовская ЦРБ», аптека четвёртой категории в аг. Куриловичи, Милевичский, Озёрковский, Голубовский фельдшерско-акушерские пункты.

## Культура
Милевичский и Куриловичский центры досуга и культуры, Озёрковский и Голубовский сельские клубы, Милевичская сельская библиотека

## Торговля
Магазины в аг. Куриловичи, аг. Милевичи, аг. Большие Озёрки.

## Памятные места
На территории сельсовета находятся 13 воинских захоронений, 20 форм увековечения.